# Slag bij Nyborg
De Slag bij Nyborg was een veldslag op 14 november 1659 tussen het Deense en Zweedse leger, met een niet al te belangrijke bijdrage van de Oostenrijkers aan Deense kant. De slag, die deel uitmaakt van de Noordse Oorlog, eindigde in een Deense overwinning.

## Achtergrond
De slag was een gevolg van de Slag in de Sont (29 oktober 1658), waarbij de Zweedse vloot beslissend verslagen werd door een Nederlandse vloot onder Jacob Wassenaer van Obdam. Het Zweedse leger was hierdoor verzwakt en Kopenhagen was ontzet. Het was echter niet genoeg gebleken om Zweden tot overgave te dwingen, dus de veldtocht moest in 1659 voortgezet worden.

## Het Deense plan
De Zweedse koning Karel X Gustaaf liet grote delen van zijn leger uitrusten op het eiland Funen. Het eiland was in die dagen niet bijster goed verdedigd, Nyborg was de enige vesting van waarde, maar verkeerde in slechte staat. De Zweden waren bezig met het versterken van de vesting, maar ze waren hiermee nog niet bijzonder ver gekomen. Daarom besloten de Denen een aanval uit te voeren op het eiland, waar een volgende beslissende slag zou moeten worden uitgevochten.
In september 1659 besloten de Denen dat de korpsen onder leiding van Von Schack de weg langs Sleeswijk zouden nemen, terwijl het leger van Von Eberstein de weg door Jutland zou nemen. De Denen kwamen rond 20 oktober bijeen in Eckernförde, waar ze besloten dat er rond 1 november geland zou worden op Funen.

## Begin van de vijandelijkheden

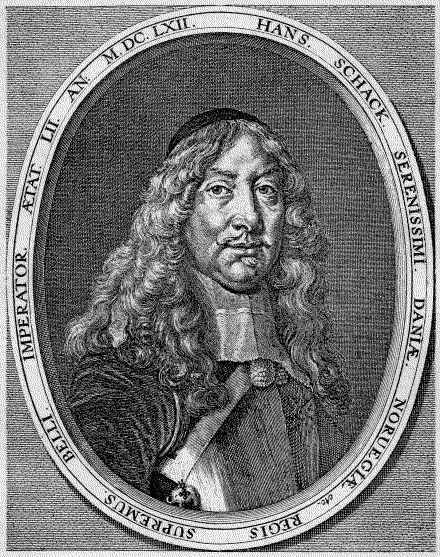
De Deense opperbevelhebber Hans Schack

### Landingen van Von Schack
Reeds op 28 oktober waagt Von Schack een directe landing bij Nyborg. Dit was bedoeld als verrassingsaanval, maar vanwege slecht weer ging dat effect verloren en de landing mislukte dan ook. Von Schack wacht vervolgens een paar dagen af en probeert op de eerste november een landing bij Kerteminde uit, met zijn korps van 6.500 man.

### Von Eberstein door Jutland
Ondertussen is Von Eberstein onderweg door Jutland, en op (eigenlijk vanaf) 4 november steekt hij over naar Funen. Omdat hij zelf niet over de schepen beschikt, vordert hij schepen in de regio. Dit is echter wel een karwei, en mede daardoor duurt het vijf dagen voor de hele troepenmacht van 5.000 man aan de overkant geland is.

### Reactie van de Zweedse troepenmacht
Al die tijd hebben de Zweden nog goede kansen om de beide troepenmachten te vernietigen voor ze verenigd zijn. Dat dit niet gebeurt, is te wijten aan besluiteloosheid aan eigen kant. De Zweden hadden gauw moeten reageren, want de landing duurde vijf dagen (dus tot en met de 8e november), en daardoor was er nog tijd genoeg om snel te reageren en naar een van beide legerkorpsen toe te marcheren en vervolgens slag te leveren. Op 11 november is de tijd om hiervan te profiteren voorbij, want de beide legerkorpsen verenigen zich te Odense.

## Het uiteindelijke plan

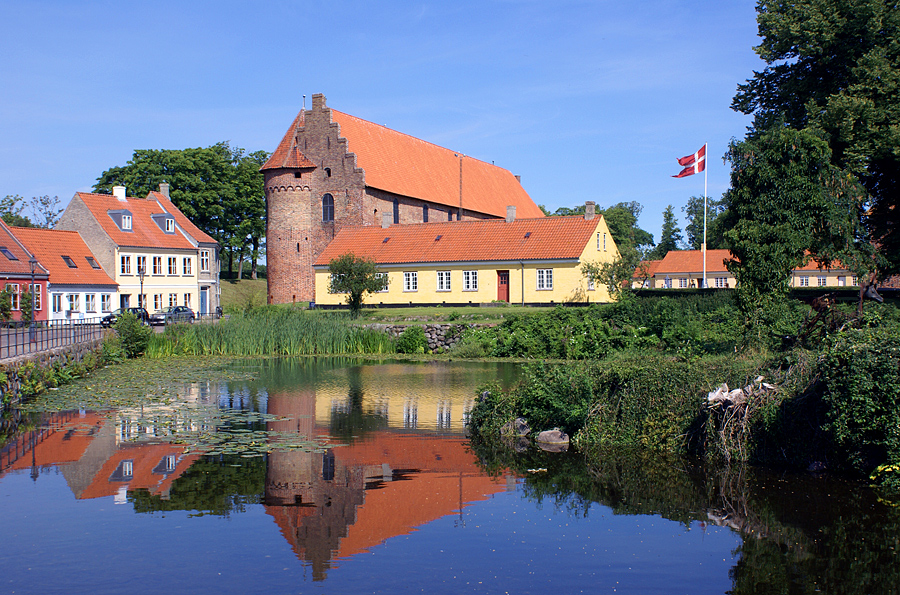
Gezicht op Nyborg Slot

### De Deense kant
Na overleg besluiten Von Eberstein en Von Schack dat elk bevelhebber moet blijven van de vleugel waar zij nu al het bevel over voerden, en dat ze gezamenlijk moeten optrekken. Hierbij houdt Von Eberstein de noordelijke linkervleugel en Von Schack de meer zuidelijke rechtervleugel. Zij hebben in totaal 11.500 frisse troepen.

### De Zweedse kant
De Zweden zien in dat zij Nyborg nooit op tijd in staat van verdediging zullen krijgen en geven die pogingen daarom ook op. Zij besluiten hun verdediging daarom naar het noordwesten van de vesting te verplaatsen en gaan zich verdedigen op de lijn Hjulby Sø-Skaboeshuse. Zij hebben in totaal 7.000 moegestreden troepen.

## De slag

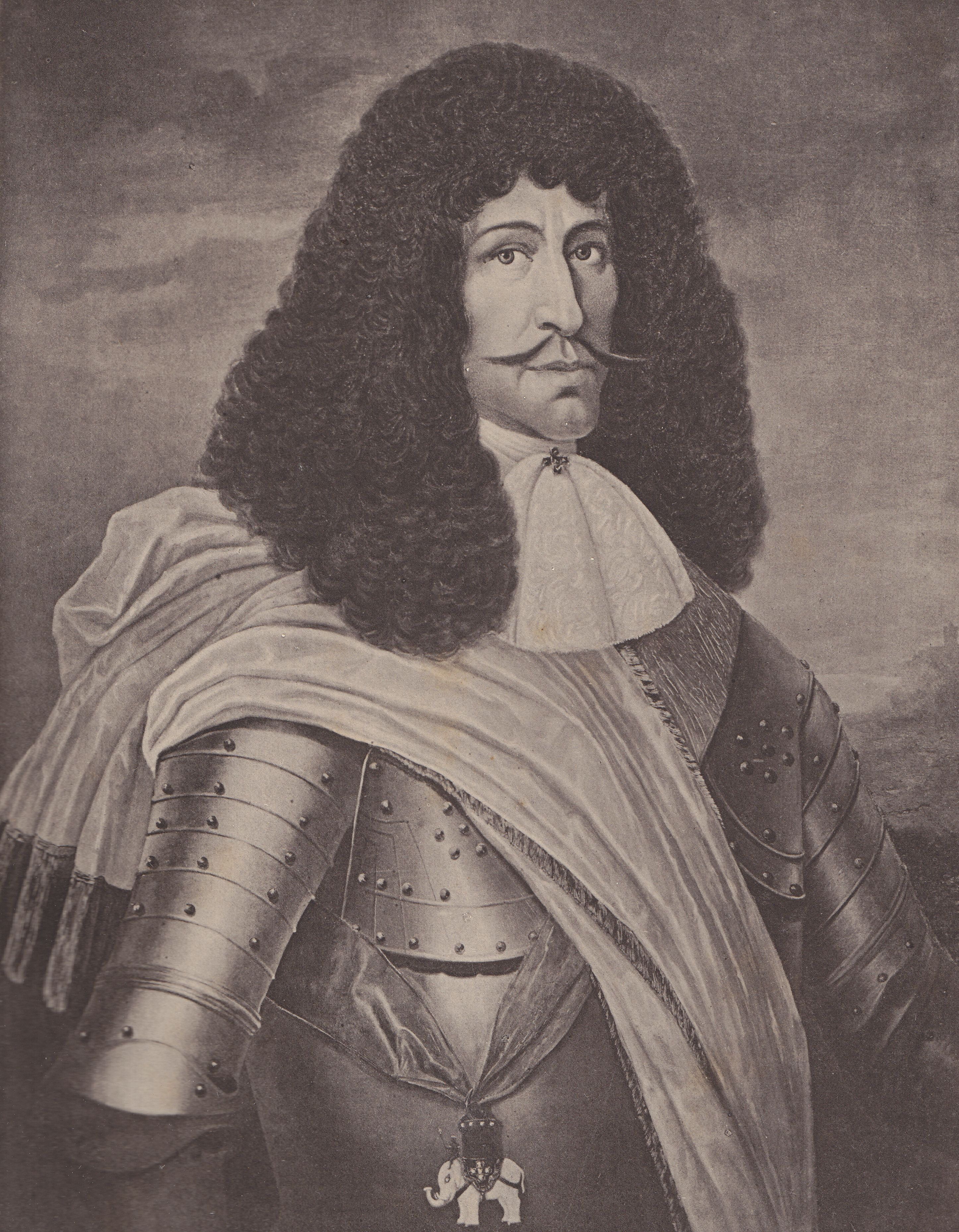
Ernst Albrecht von Eberstein, de Deense aanvoerder

Rond het elfde uur van de dag nemen de troepen hun posities in. De troepen op de vleugel van Von Eberstein stellen zich op in slagorde. Von Schack ziet het en geeft voor zijn troepen hetzelfde bevel. Voordat Schack klaar is, begint Von Eberstein met een aanval op de Zweden. Van Palts-Sulzbach, de aanvoerder van de Zweden, ziet en geeft bevel tot een tegenaanval met de cavalerie op het korps van Von Eberstein. De tegenaanval lijkt te slagen en het korps van Von Eberstein krijgt het zwaar te verduren.
Schack weet dat er snel iets moet gebeuren en besluit tot een aanval op het Zweedse centrum. De slag duurt uren voort, maar dan slaagt de cavalerie van Ahlefeldt erin om door de moerassen van Hjulby Sø te komen. Deze doorbraak op de zuidelijke flank dwingt de Zweden om rond vier uur 's middags terug te trekken naar Nyborg, waar ze zich na een artilleriebombardement en landing door de Nederlandse vloot onder Michiel de Ruyter over moeten geven. Onder de vluchtende Zweedse soldaten wordt door de Deense troepen een slachting aangericht.
De Zweden kopen zich vrij en keren terug naar hun eigen land. Ook Karel X Gustaaf, de koning van Zweden, erkent het verlies.

## Gevolgen
De Slag bij Nyborg was de laatste grote veldslag van de oorlog. Of de slag het keerpunt was in de oorlog, of reeds het ontzet van Kopenhagen een jaar eerder, is punt van discussie. De gevolgen van de nederlaag bij Nyborg zijn echter groot genoeg om de Zweden voor de rest van de oorlog zó te verzwakken, dat ze zich niet meer aan een grote slag kunnen wagen.
Er volgde een prachtige penning ter ere van de Deense overwinning.